# 祝橋駅
祝橋駅（いわいばしえき）は、かつて長崎県北松浦郡吉井町（現・佐世保市吉井町）にあった、日本国有鉄道（国鉄）世知原線の駅（廃駅）である。

## 概要
佐世保鉄道（後の世知原線）が1933年（昭和8年）10月24日に佐々 - 肥前吉井 - 世知原間を開業させた翌年、旅客営業を開始した際に設置された。
1968年（昭和43年）の赤字83線指定リストに載り、1971年（昭和46年）12月26日に臼ノ浦線とともに世知原線は廃止され、当駅も廃止された。

## 歴史
- 1934年（昭和9年）2月11日：佐世保鉄道の駅として開業[1]。開業当初の呼称は「いわいはし」[1]。
- 1936年（昭和11年）10月1日：佐世保鉄道国有化に伴い、国鉄松浦線の駅となる[1]。呼称を「いわいばし」に変更[1]。
- 1945年（昭和20年）3月1日：線路名称変更により世知原線の駅となる[2]。
- 1970年（昭和45年）10月1日：旅客無人駅化[3][4]。
- 1971年（昭和46年）
  - 4月1日：貨物および手荷物・小荷物取扱廃止[1]。
  - 12月26日：世知原線廃止により廃駅[1]。

## 利用状況

### 旅客輸送
1951年度（昭和26年度）- 1956年度（昭和31年度）、1960年度（昭和35年度）- 1970年度（昭和45年度）の1日平均乗車人員は以下の通りであった。
| 年度               | 乗車人員 |
| ------------------ | -------- |
| 1951年（昭和26年） | 238      |
| 1952年（昭和27年） | 214      |
| 1953年（昭和28年） | 186      |
| 1954年（昭和29年） | 172      |
| 1955年（昭和30年） | 175      |
| 1956年（昭和31年） | 371      |
| 1960年（昭和35年） | 280      |
| 1961年（昭和36年） | 242      |
| 1962年（昭和37年） | 171      |
| 1963年（昭和38年） | 210      |
| 1964年（昭和39年） | 149      |
| 1965年（昭和40年） | 124      |
| 1966年（昭和41年） | 110      |
| 1967年（昭和42年） | 133      |
| 1968年（昭和43年） | 122      |
| 1969年（昭和44年） | 87       |
| 1970年（昭和45年） | 49       |

### 貨物輸送
1951年度（昭和26年度）- 1956年度（昭和31年度）、1960年度（昭和35年度）- 廃止年度の年間貨物取扱量は以下の通りであった。
| 年度               | 発送トン数 | 到着トン数 |
| ------------------ | ---------- | ---------- |
| 1951年（昭和26年） | 126        | 970        |
| 1952年（昭和27年） | 35,248     | 2,487      |
| 1953年（昭和28年） | 222,464    | 8,329      |
| 1954年（昭和29年） | 229,460    | 7,657      |
| 1955年（昭和30年） | 214,144    | 9,520      |
| 1956年（昭和31年） | 229,950    | 10,585     |
| 1960年（昭和35年） | 312,100    | 6,983      |
| 1961年（昭和36年） | 311,871    | 6,889      |
| 1962年（昭和37年） | 304,343    | 7,224      |
| 1963年（昭和38年） | 316,924    | 6,448      |
| 1964年（昭和39年） | 358,575    | 4,674      |
| 1965年（昭和40年） | 364,222    | 3,311      |
| 1966年（昭和41年） | 320,294    | 3,793      |
| 1967年（昭和42年） | 299,153    | 3,700      |
| 1968年（昭和43年） | 316,843    | 4,307      |
| 1969年（昭和44年） | 220,456    | 2,809      |
| 1970年（昭和45年） |            | 28         |

## 隣の駅
日本国有鉄道
世知原線
肥前吉井駅 - 祝橋駅 - 世知原駅
肥前吉井駅と当駅との間に御橋観音駅（1944年（昭和19年）廃止）が存在していた。